# Mycologie
Mycologie (v. Gr. mukès = zwam en logos) is het deel van de biologie dat zich bezighoudt met het onderzoek naar fungi (zwammen, schimmels met paddenstoelen; korstmossen worden ook tot de schimmels gerekend). 
De beoefenaar van de mycologie wordt mycoloog genoemd. Nederlandse mycologen zijn georganiseerd in de Nederlandse Mycologische Vereniging en Vlaanderen kent de 'Koninklijke Vlaamse Mycologische Vereniging'.

## Betekenis
Schimmels kunnen een positieve rol spelen, zoals de gisten in de menselijke voedselbereiding; de vertering van cellulose in de strooisellaag; vorming van antibiotica tegen bacteriële infectieziekten; de vorming van mycorrhiza, netwerken van schimmeldraden in de bodem, die in symbiose leven met plantenwortels. 
Een negatievere rol spelen schimmels als ziekteverwekkers bij planten en dieren, inclusief de mens; als veroorzakers van voedselbederf en van voedselvergiftiging door mycotoxinen. Daarom overlapt de mycologie deels met de medische microbiologie, die onder andere de mycosen (schimmelziekten) bestudeert.